# Pixeljunk Eden
PixelJunk Eden är ett TV-spel utvecklat av Q-Games för Playstation 3. Som det tredje spelet i PixelJunkserien släpptes det på Playstation Store den 31 juli 2008. En demoversion publicerades den 25 juli 2008. 
Musiken i spelet är skapat av Baiyon, en artist från Kyoto som anställdes av Q-Games som ansvarig för grafik samt musik.

## Spelsätt
Spelaren kontrollerar en Grimp (från engelskan grip + jump), en liten varelse som förflyttar sig genom att hoppa från och ta tag i plantliknande strukturer. Varelsen kan även svinga sig från en silkesliknande tråd under en begränsad tid. Med hjälp av dessa förmågor ska spelaren samla objekt kallade "spectra" som finns på spelets banor (kallade "gardens"). Oftast är dessa placerade högt över startpositionen och för att nå dit måste spelaren aktivera frön från vilka nya plantor gror som spelaren kan klättra upp på.
När en bana börjar startar en mätare att räkna ned. När mätaren når botten anses uppdraget misslyckat och spelaren måste starta om spelet. För att öka värdet på mätaren kan spelaren samla in kristaller som är utspridda över banan. Varje gång en spelare samlar in en "spectra" återställs mätaren till max.

## Co-op
Pixeljunk Eden kan spelas tillsammans med upp till tre medspelare som kontrollerar en "Grimp" var. 

## Övrigt
PixelJunk Eden var det första spelet som stödde trophies direkt vid release. 
Spelarna kan filma videosekvenser från spelet och lägga upp det direkt på Youtube direkt från konsolen.